# Mochovaja
La Mochovaja (in russo Моховая?) è un fiume della Russia siberiana occidentale, affluente di destra del Tromʺëgan (bacino idrografico dell'Ob'). Scorre nel Surgutskij rajon del Circondario autonomo degli Chanty-Mansi-Jugra.
Il fiume nasce nel bassopiano della Siberia occidentale in una zona paludosa ricca di laghi. Scorre in direzione prevalentemente meridionale e sfocia nel Tromʺëgan a 20 km dalla foce. La lunghezza del fiume è di 133 km, il bacino imbrifero è di 1 260 km².